# Малиновецкая Курденьга
Малиновецкая Курденьга — река в России, протекает в Кичменгско-Городецком районе Вологодской области. Устье реки находится в 234 км по правому берегу реки Юг. Длина реки составляет 23 км.
Исток реки находится на Северных Увалах в 23 км к юго-востоку от села Кичменгский Городок. Генеральное направление течения — северо-запад, русло сильно извилистое. В верхнем течении течёт по ненаселённому холмистому лесному массиву, в среднем течении протекает примыкающие друг к другу деревни Большое Бараково и Малиновица. Притоки — Чёрная, Заборная (правые); Бубниха, Юркина, Белая (левые). Ширина реки не превышает 10 метров. Впадает в Юг в 7 км к юго-востоку от Кичменгского Городка у нежилой деревни Курденга.

## Данные водного реестра
По данным государственного водного реестра России и геоинформационной системы водохозяйственного районирования территории РФ, подготовленной Федеральным агентством водных ресурсов:
- Бассейновый округ — Двинско-Печорский;
- Речной бассейн — Северная Двина;
- Речной подбассейн — Малая Северная Двина;
- Водохозяйственный участок — Юг;
- Код водного объекта — 03020100212103000010958.